# اوست-آیاز
اوست-آیاز (انگلیسی: Ust-Ayaz) یک شهرک در شهرستان دووانسکی در استان باشقیرستان کشور روسیه است.